# الباب الحادي عشر
الباب الحادي عشر رسالة موجزة في علم الكلام للحسن بن يوسف الحلي المعروف عند الشيعة بالعلامة الحلي يذكر بعض اعتقادات الامامية بإيجاز مع اليسير من الأدلة عليها.

## سبب التسمية
قال آقا بزرك الطهراني في الذريعة: «الباب الحادي عشر في الكلام هو آخر أبواب منهاج الصلاح في مختصر المصباح لآية الله العلامة الحلي المتوفى سنة 726، فإنه بعد اختصاره مصباح المتهجد تأليف الشيخ الطوسي، وترتيبه على عشرة أبواب بالتماس الوزير محمد بن محمد القوهدي أضاف إليه ما لابد منه لعامة المكلفين من مسائل أصول الدين وجعل عنوانه الباب الحادي عشر فيما يجب على عامة المكلفين من معرفة أصول الدين»، من هنا نعرف بأن سبب تسميته بالباب الحادي عشر لأنه تكلمة لعشرة أبواب قبله اختصارا لمصباح الطوسي.

## شروحات للكتاب
1. «شرح» ميرزا إبراهيم بن كاشف الدين اليزدي المجاز سنة 1063 من محمد تقي المجلسي.
2. «شرح» الأمير أبي الفتح الشريفي المتوفى سنة 976، اسمه مفتاح اللباب أو مفتاح الباب.
3. «شرح» آخر فارسي كتبه بعد المفتاح المذكور وفرغ منه في مراغة في معسكر السلطان سنة 957.
4. «شرح» الشيخ خضر الجبلرودي، اسمه جامع الدرر.
5. «شرح» آخر له منتخب من الأول، اسمه مفتاح الغرر، انتخبه منه سنة 836.
6. «شرح» دلدار علي النقوي النصير آبادي المتوفى سنة 1235.
7. «شرح» محمد رضا الغراوي المعاصر، اسمه الزاد المدخر.
8. «شرح» سليمان بن أحمد القطيفي، اسمه ارشاد البشر.
9. «شرح» سليمان بن عبد الله الماحوزي المتوفى سنة 1121.
10. «شرح» شكر الله بن جمشيد الحسيني السبزواري، الفه سنة 1197.
11. «شرح» صدر الدين بن محمد باقر الرضوي القمي الهمداني.
12. «شرح» صفي الدين الطريحي، اسمه مطالع النظر.
13. «شرح» شاه طاهر الحسيني الكاشاني تلميذ المحقق الخفري
14. «شرح» طاهر بن عبد علي بن الشيخ طاهر الحچامي النجفي المعاصر المتوفى في سابع شهر ربيع الثاني سنة 1357.
15. «شرح» عبد الوحيد الجيلاني الاسترآبادي تلميذ الشيخ البهائي.
16. «شرح» ميرزا علي آقا التبريزي مجاور مشهد الرضا عليه السلام المتوفى بها سنة 1340.
17. «شرح» محمد بن أحمد المعروف بخواجكي الشيرازي، الفه سنة 952
18. «شرح» الشيخ محمد بن علي الإصبعي البحراني، ذكر السماهيجي أنه أحسن شروحه.
19. «شرح» محمد بن علي بن أبي جمهور الأحسائي، اسمه معين الفكر
20. «شرح» هذا الشرح له أيضا، اسمه (معين المعين)
21. «شرح» محمد بن علي بن يوسف المقشاعي، غير تام.
22. «شرح» الفاضل أبي عبد الله المقداد بن عبد الله بن محمد بن الحسين.[2]